# Vars (Charente)
Vars is een voormalige gemeente in het Franse departement Charente in de regio Nouvelle-Aquitaine. De plaats maakt deel uit van het arrondissement Angoulême. Vars telde op 1 januari 2022 2.163 inwoners.

## Geschiedenis
Op 1 januari 2025 is Vars gefuseerd met de gemeente Montignac-Charente tot de gemeente La Boixe, waarvan Vars de hoofdplaats werd.

## Geografie
De oppervlakte van Vars bedroeg op 1 januari 2022 27,46 vierkante kilometer; de bevolkingsdichtheid was toen 78,8 inwoners per km².
De onderstaande kaart toont de ligging van Vars met de belangrijkste infrastructuur en aangrenzende gemeenten.

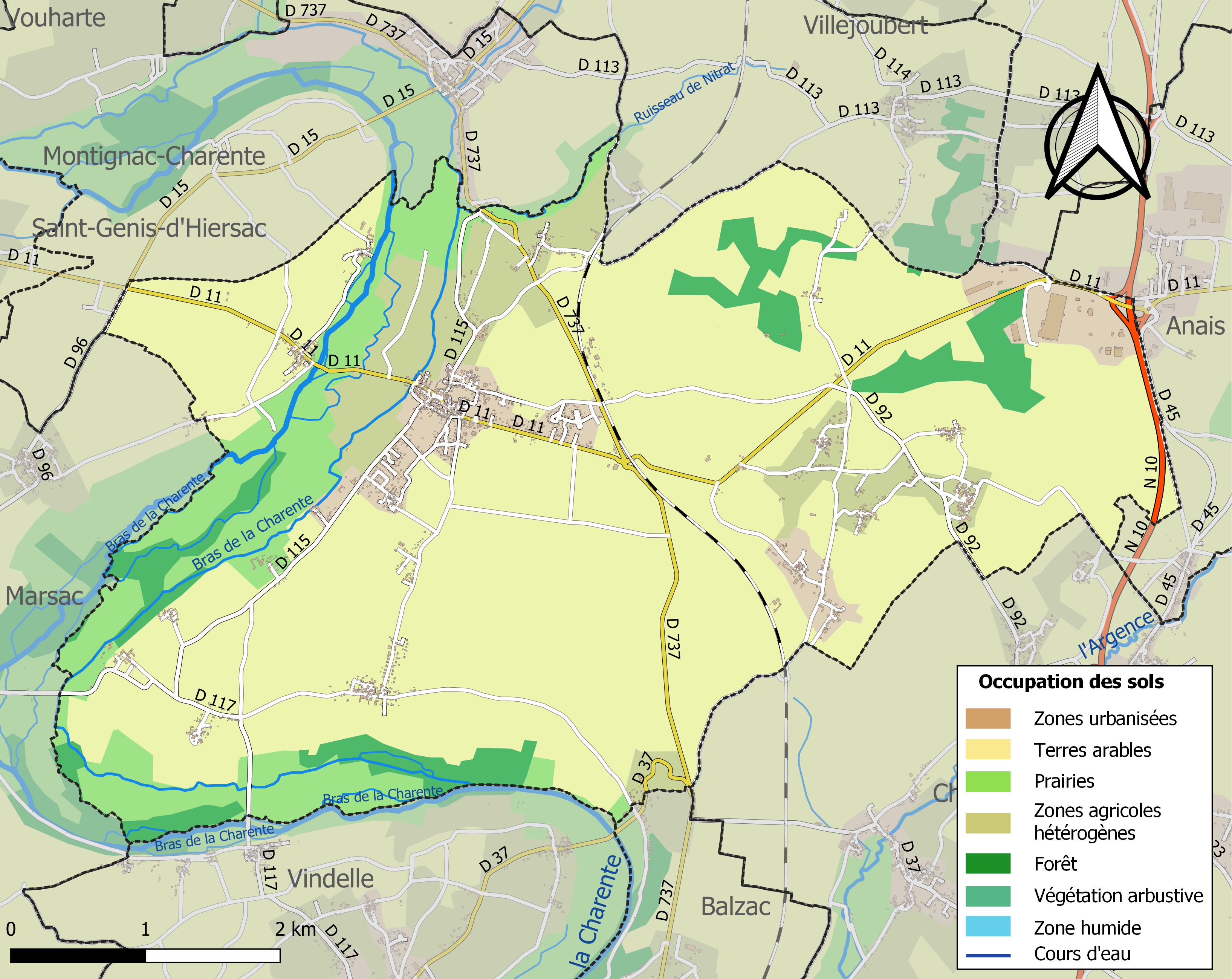

## Demografie
Onderstaande figuur toont het verloop van het inwonertal.